# فاطمة الشرنوبي
فاطمة الشرنوبي (مواليد 18 نوفمبر 1997) هي عدّاءة مصرية، مثّلت مصر في أولمبياد ريو دي جانيرو 2016 وحلت في المركز الثامن في الدور التمهيدي.

## روابط خارجية
- فاطمة الشرنوبي على موقع الاتحاد الدولي لألعاب القوى (الإنجليزية)
- فاطمة الشرنوبي على موقع أوليمبيديا (الإنجليزية)